# Francesco D'Agostino
Francesco D'Agostino (Roma, 9 febbraio 1946 – Roma, 3 maggio 2022) è stato un giurista e filosofo italiano.
Conseguì la laurea in giurisprudenza nel 1968. Ha insegnato nelle Università di Lecce, Urbino e Catania. Ordinario dal 1980, dal 1990 è professore di Filosofia del diritto e di Teoria generale del diritto presso l'Università degli studi di Roma Tor Vergata, in cui ha diretto il Dipartimento di "Storia e Teoria del Diritto". Ha insegnato altresì alla LUMSA e alla Pontificia Università Lateranense ed è stato professore visitatore in diverse università straniere.

## Attività e ambiti di ricerca
Tra i maestri che hanno influenzato il suo pensiero figurano Sergio Cotta e Vittorio Mathieu. Particolare attenzione è dedicata nella sua produzione scientifica alla teoria della giustizia, alle tematiche della bioetica, e quindi alle problematiche della tutela del diritto alla vita, alla teoria della famiglia.
Nel suo scritto La sanzione nell'esperienza giuridica, del 1989, sostiene e riattualizza la teoria retributiva della pena.
Già membro del Consiglio Scientifico dell'Istituto dell'Enciclopedia Italiana, è stato Presidente onorario del Comitato nazionale per la bioetica, di cui era membro fondatore e di cui è stato presidente negli anni 1995-1998 e 2001-2006. Ha ricoperto inoltre la carica di Presidente dell'Unione Giuristi Cattolici Italiani (UGCI) ed è stato membro della Pontificia Accademia per la Vita.
È stato direttore di Iustitia e Nuovi Studi Politici, oltre a condirettore della Rivista Internazionale di Filosofia del Diritto.
È stato inoltre editorialista del quotidiano Avvenire.
Grazie a queste cariche e alle sue pubblicazioni, D'Agostino era considerato uno degli intellettuali di riferimento del movimento teocon italiano.
Ha coordinato la sessione "I cattolici, la politica e le istituzioni" nell'ambito dei lavori del X Forum del Progetto culturale della Conferenza Episcopale Italiana sui 150 anni dell'Unità d'Italia.

### Polemiche sul tema dell'omosessualità
Ha suscitato polemiche la constatazione di D'Agostino per cui le unioni omosessuali sono «costitutivamente sterili»: la constatazione fu ripresa dal ministro Mara Carfagna nel 2007 che affermava che «non c'è nessuna ragione per la quale lo Stato debba riconoscere le coppie omosessuali, visto che costituzionalmente sono sterili» e che «per volersi bene il requisito fondamentale è poter procreare».

## Opere
- La sanzione nell'esperienza giuridica, 1989
- Una filosofia della famiglia, 1999
- Diritto e Giustizia, 2000
- Filosofia del diritto, 2000
- Parole di Bioetica, 2004
- Parole di Giustizia, 2006
- Lezioni di filosofia del diritto, 2006
- Lezioni di teoria generale del diritto, 2006
- Bioetica, nozioni fondamentali, 2007
- Il peso politico della Chiesa, 2008
- Un Magistero per i giuristi. Riflessioni sugli insegnamenti di Benedetto XVI, 2011
- Bioetica e Biopolitica. Ventuno voci fondamentali 2011
- Corso breve di filosofia del diritto, 2011
- Jus quia justum. Lezioni di filosofia del diritto e della religione 2012
- Famiglia, matrimonio, sessualità. Nuovi temi e nuovi problemi 2016.